# Pomník Jana Svatopluka Presla
Pomník Jana Svatopluka Presla ve Vrchlického sadech v Praze byl slavnostně odhalen 1. 7. 1910.

## Historie a popis
Autory pomníku jsou sochař Bohumil Kafka a architekt Josef Gočár. Jan Svatopluk Presl byl jedním ze zakladatelů Národního muzea a proto byl jeho pomník instalován v blízkosti budovy. Původně se zde nacházel tzv. Městský velký park, kde byl rybník s ostrůvkem, květinové partery a skály s umělým vodopádem. Roku 1884 byl park rozšířen o další plochu dle návrhu zahradního architekta Františka Thomayera a byl zde vysázen květinový záhon v podobě městského znaku. V čele tohoto květinového vzoru byl roku 1916 umístěn pomník botanika Presla. Po výstavbě metra a nové budovy Hlavního nádraží se pomník ocitl v ústraní. Roku 2012 byl restaurován a Galerie hlavního města Prahy uvažuje o jeho přemístění na viditelnější místo.
Pomník tvoří secesní bronzový reliéf se sedící alegorickou ženskou postavou. Za jejími zády je had a sova, vpravo nahoře otevřený svitek. Reliéfní panneau, rámované tmavými svislými kamennými deskami, je osazeno v obdélníkové architektuře ze světlé žuly na třístupňové kamenné podezdívce a je ohraničené tmavou neprofilovanou římsou. Pod reliéfem je tmavá deska s tesaným nápisem: JANU SVATOPLUKU PRESLOVI / NÁRODNÍMU BUDITELI A ZAKLADATELI / ČESKÉ LITERATURY PŘÍRODOVĚDECKÉ / 4. IX. 1791 - 6. IV. 1849.
Na zadní straně pomníku je deska s nápisem: POSTAVENO PÉČÍ / ČESKÉ CHEMICKÉ / SPOLEČNOSTI / SPOLKU ČESKÝCH / LÉKAŔŮ A SVATOBORA / 1. VII. 1910
Pomník je kulturní památka České republiky evidovaná v Ústředním seznamu kulturních památek pod rejstříkovým číslem: 44553/1-1039.

### Pomníky Jana Svatopluka Presla
- Arboretum Křtiny, Brno (pyramida z lámaného kamene a deska s nápisem)[5]
- busta J. S. Presla nad schodištěm Národního muzea v Praze, sochař Stanislav Sucharda, 1898[6]
- hrob na Vyšehradském hřbitově s reliéfními portréty Jana Svatopluka a Karla Bořivoje Presla (V. Weinzettl)